# 喉药醉鱼草
喉药醉鱼草（学名：Buddleja paniculata）为玄参科醉鱼草属的植物。分布于印度、越南、不丹、尼泊尔、缅甸以及中国大陆的贵州、江西、云南、湖南、四川、广西等地，生长于海拔500米至3,000米的地区，多生在山地路旁灌木丛中和疏林中，目前已由人工引种栽培。

## 别名
羊耳朵（云南嵩明）